# 오규빈
오규빈(吳圭彬, 1992년 9월 4일~)은 대한민국의 축구 선수로, 포지션은 수비형 미드필더다. 2018년 현재 크로아티아 축구 1부 리그인 프르바 HNL의 NK 이스트라 1961에서 뛰고 있다.

## 축구인 경력
2014년 K리그 챌린지의 신생팀 서울 이랜드 FC에 신인 드래프트 2순위로 입단하였다. 등번호는 16번을 부여받았다. 그러나 K리그 챌린지 2015 시즌 이후 팀을 떠났다.
K리그 챌린지 2016 시즌 충주 험멜 FC로 이적하였다. 오규빈은 충주에서 21경기에 출전하여 1골을 기록하였다.
충주 험멜은 2016 시즌을 끝으로 해체되면서, 오규빈은 자연스럽게 새로운 팀을 찾아야 했다.
오규빈은 2017 시즌 말레이시아 프리미어리그의 프를리스 FA로 이적하였다.
2017년 6월 프를리스를 떠나고 팀을 찾아 나섰고, 2018년 1월 크로아티아 1부 리그인 프르바 HNL의 NK 이스트라 1961에 입단하였다. 오규빈은 기존에 NK 이스트라 1961에서 활약하던 정운의 추천을 받아 입단한 것으로 알려졌다.